# Brundiniella florens
Brundiniella florens är en tvåvingeart som först beskrevs av Oskar Augustus Johannsen 1908.  Brundiniella florens ingår i släktet Brundiniella och familjen fjädermyggor. Inga underarter finns listade i Catalogue of Life.